# Ortheziolacoccus giliomeei
Ortheziolacoccus giliomeei är en insektsart som först beskrevs av Ferenc Kozár och Miller 2000.  Ortheziolacoccus giliomeei ingår i släktet Ortheziolacoccus och familjen vaxsköldlöss.
Artens utbredningsområde är Tanzania. Inga underarter finns listade i Catalogue of Life.